# Qazvin (Verwaltungsbezirk)
Qazvin (persisch شهرستان قزوین) ist ein Schahrestan in der Provinz Qazvin im Iran. Er enthält die Stadt Qazvin, welche die Hauptstadt des Verwaltungsbezirks ist. 

## Demografie
Bei der Volkszählung 2016 betrug die Einwohnerzahl des Schahrestan 596.932. Die Alphabetisierung lag bei 90 Prozent der Bevölkerung. Knapp 81 Prozent der Bevölkerung lebten in urbanen Regionen.
| Zensusjahr | Einwohnerzahl |
| ---------- | ------------- |
| 2011       | 566.773       |
| 2016       | 596.932       |